# Johns Creek
Johns Creek är en stad (city) i Fulton County, i delstaten Georgia, USA. Enligt United States Census Bureau har staden en folkmängd på 79 192 invånare (2011) och en landarea på 79,6 km².